# Jeroným Zajíček
Jeroným Zajíček (* 10. November 1926 in Krásné Březno; † 5. Oktober 2007 in Lyons/Illinois) war ein US-amerikanischer Komponist tschechischer Herkunft.
Zajíček studierte nach dem Besuch des Gymnasiums in Hradec Králové von 1946 bis 1949 Musikwissenschaft bei Josef Hutter an der Karls-Universität in Prag, daneben nahm er privaten Unterricht in Dirigieren und Orchestration bei Otakar Jeremiáš. 1949 verließ er das Land und arbeitete von 1950 bis 1952 für die tschechische Sektion von Radio Free Europe in München. Von 1952 bis 1955 studierte er privat, danach bis 1960 an der Roosevelt University in Chicago Musik bei Karel Boleslav Jirák, Paul Amadeus Pisk, Oswald Jonas und Rudolph Ganz. 1958 wurde er amerikanischer Staatsbürger. Von 1964 bis 1996 unterrichtete er Musiktheorie, Komposition und Dirigieren am Loop College in Chicago. Als Komponist trat er mit Chorwerken, Kammermusik und Orchesterwerken hervor.

## Werke
- Říkadla nach einem Text von Josef Václav Sládek (1954)
- Z mého zápisníku. Präludium, Adagio und Polka (1955)
- Variace für Klavier (1956)
- Klaviertrio (1957)
- Sonáta für Klarinette und Klavier (1957)
- Sinfonietta für großes Orchester (1958)
- Sonáta für Violine und Klavier (1961)
- Streichquartett, (1962–63)
- Sonatina für Flöte, Klarinette und Fagott (1966),
- Concertino für Flöte und Streichorchester (1963–64)
- Intrada und Processionale für Blechbläser, Orgel und Pauken (1970)
- Cellosonate (1975)
- Pater noster für gemischten Chor, (1990)
- Twenty Czech Carols (2000)
- Twenty Moravian Carols für vierstimmigen Kinderchor (2002)